# 피츠버그 호네츠
| 피츠버그 호네츠 |                                                                                     |
| 콘퍼런스        |                                                                                     |
| 디비전          | 웨스트 디비전 (1936년~1952년) (1961년~1967년)                                       |
| 설립연도        | 1936년 (첫번째 프랜차이즈) 1961년 (두번째 프랜차이즈)                               |
| 해체연도        | 1956년 (첫번째 프랜차이즈) 1967년 (두번째 프랜차이즈)                               |
| 역사            | 디트로이트 올림픽스 (1927년~1936년) 피츠버그 호네츠 (1936년~1956년) (1961년~1967년) |
| 경기장          | 드퀘인 가든 시빅 아레나                                                             |
| 연고지          | 펜실베이니아주 피츠버그                                                             |
| 상징색          | 하양, 빨강                                                                          |
| 구단주          |                                                                                     |
| 단장            |                                                                                     |
| 감독            |                                                                                     |
| NHL 제휴        |                                                                                     |
| ECHL 제휴       |                                                                                     |
| 정규시즌 우승   | 3 (1952, 1955, 1967)                                                                |
| 콘퍼런스 우승   |                                                                                     |
| 디비전 우승     | 4 (1952, 1955, 1964, 1967)                                                          |
| 칼더 컵         | 3 (1952, 1955, 1967)                                                                |
| 영구 결번       |                                                                                     |

피츠버그 호네츠(Pittsburgh Hornets)는 미국 펜실베이니아주 피츠버그을 연고지로 하는 1936년부터 1956년까지, 1961년부터 1967년까지 AHL 소속되었던 아이스 하키팀이다.

## 역대 홈경기장
| 피츠버그 호니츠 |               |          |                         |      |
| 경기장          | 사용기간      | 수용인원 | 장소                    | 비고 |
| 드퀘인 가든     | 1936년~1956년 | 6,500명  | 펜실베이니아주 피츠버그 | 빈칸 |
| 시빅 아레나     | 1961년~1967년 | 16,940명 | 펜실베이니아주 피츠버그 | 빈칸 |